# كيس خيش

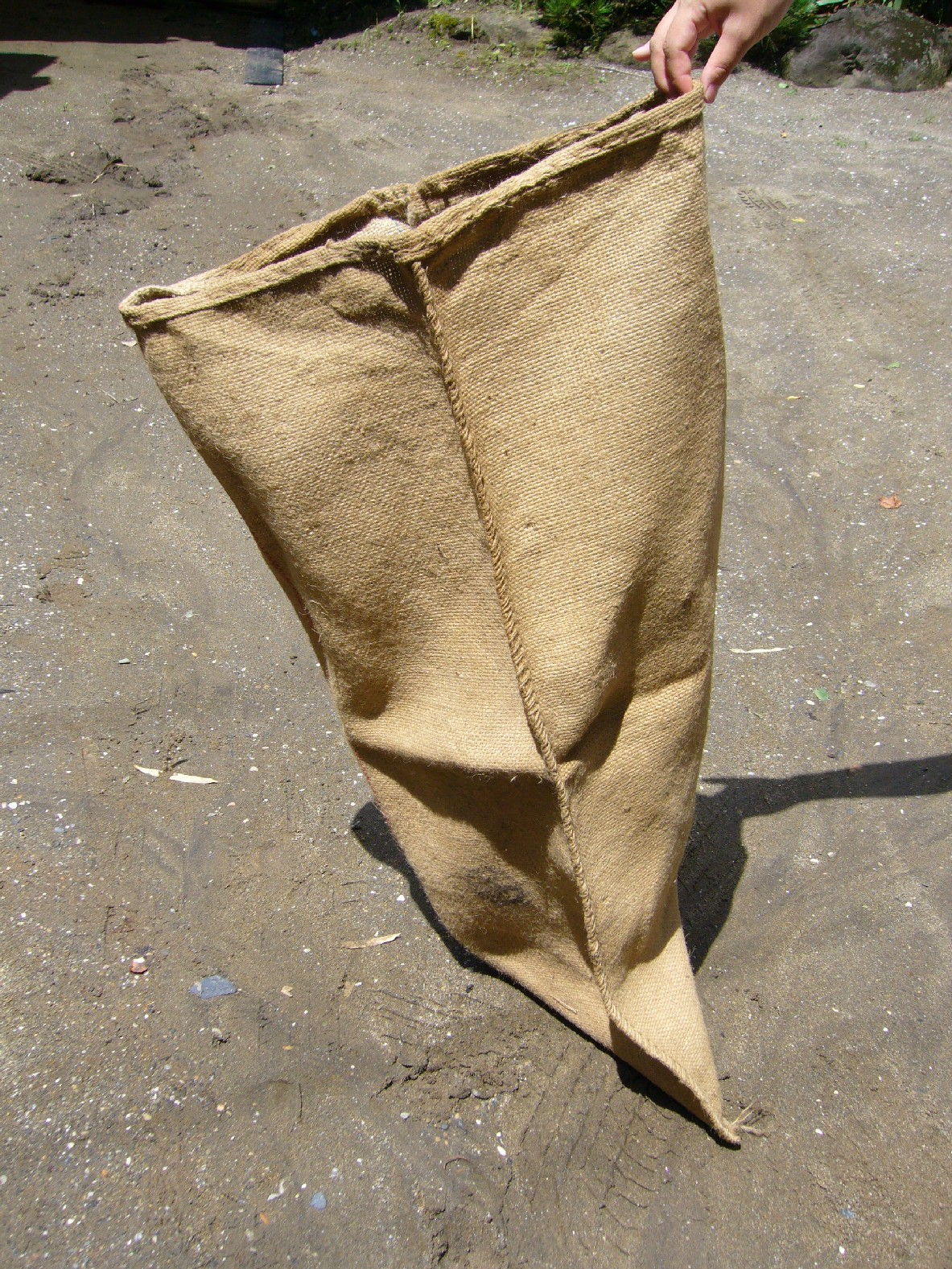
كيس الخيش مصنوع من نسيج الخيش المصنوع من القنب.

كيسُ الخيش هو كيس قَليل التكلفة. صُنع على مَرالتاريخ مِن نَسِيجٍ غَليظ مَتين يَتكون مِن الخَيش أو القَنب أو أَي ألياف طبيعية أخرى، الأكياس الحَديثة تُصْنَع غَالبًا مِن مُنتجات مِن صُنع الإنسان مِثل البولي بروبيلين. أَكياس الخَيْش القَابِلة لإِعادة الاسْتِخدام، والتي تَحْمل عَادة حَوالي 45 كيلوغرام، جَرَتْ العَادة على اسْتخدامها وبدرجةٍ  مازالت تُستَخْدم لنقلِ الحُبوب والبطاطِس والمُنتجات الزِراعية الأُخْرى. كَانَت مُنتشرة في الهِند وباكستان وبنغلاديش..إلخ تُستَعمل اليَوم أحيانًا كأكياس رَمل لمُكافحة الانجراف. أكْياس الخَيْش رائِجة أيضًا في لعبةِ الأطْفال التَقليدية سِباق الكيس.

## الحجم
تَحْمِل أكياس الخَيْش تَقريبًا 100 باوند «45 كيلوغرام» مِن البطاطس. بِالرغمِ مِن أَنها لَم تَعُد تُسْتَعمل في هذا الغَرض، مَازالت الوِحدة الشَائعة لقياسِ البَطاطس في ايداهو هي الكِيس.·

## مراجع ثقافية

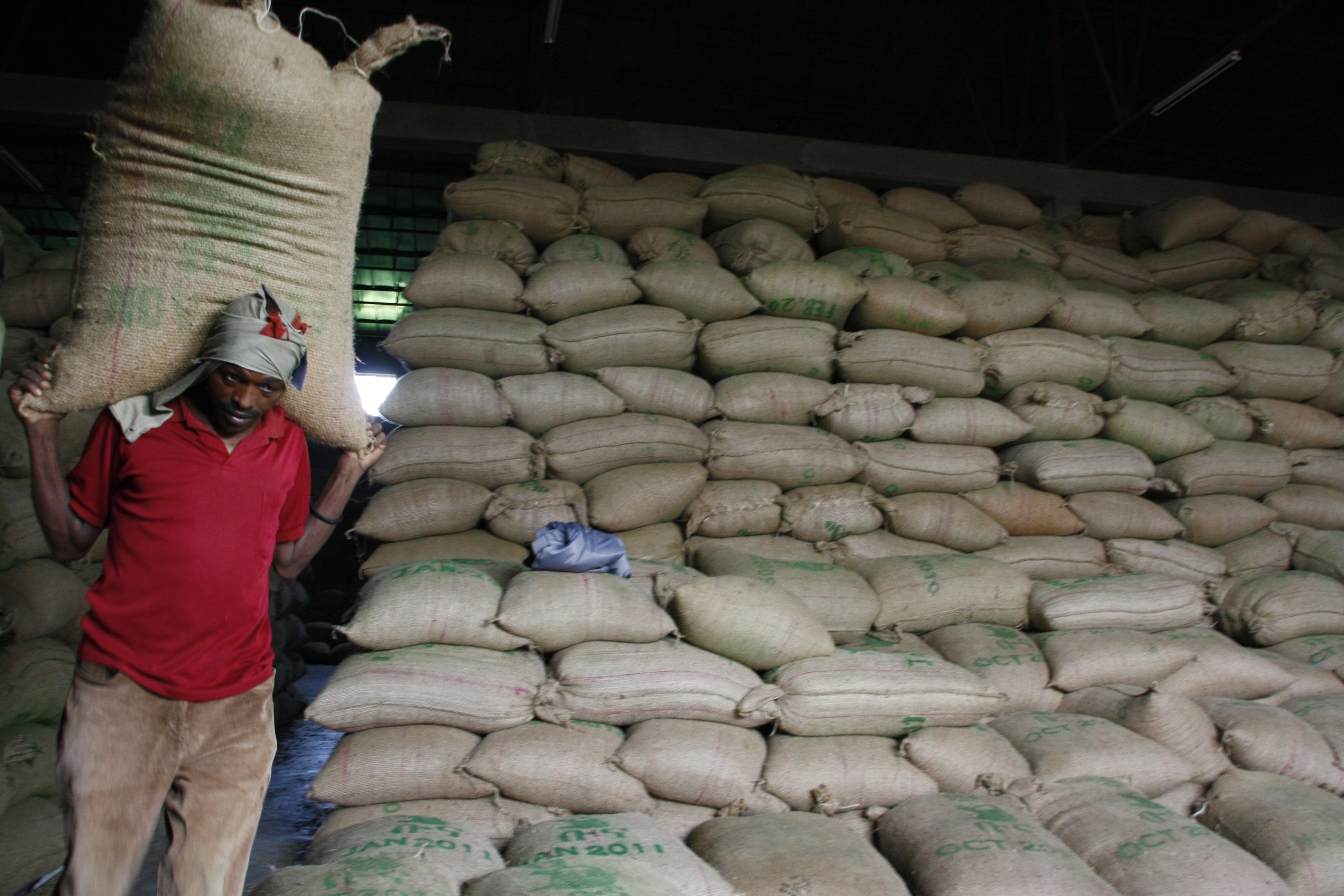
عامل يحمل كيس خيش، وخلفه مجموعة من أكياس الخيش.